# مفطورة فموية
مفطورة فموية (الاسم العلمي: Mycoplasma buccale) هي نوع من البكتيريا تتبع جنس المفطورة من فصيلة المفطورات.